# Project Gotham Racing: Ferrari Edition
Project Gotham Racing: Ferrari Edition es un videojuego de carreras desarrollado por Pixelbite y publicado por Microsoft exclusivo para Zune HD. Es un spin-off de la serie principal de Project Gotham Racing.

## Jugabilidad
El juego contiene carreras para un jugador y multijugador con doce autos deportivos exóticos con licencia de Ferrari. En el modo de un jugador, hay carreras regulares en 33 eventos en el modo carrera, así como contrarreloj. En las contrarreloj es posible competir contra coches fantasma y compartir récords con amigos. El modo multijugador permite que el jugador compita contra hasta tres jugadores en carreras de redes inalámbricas. Las pistas de carreras están ubicadas en Londres, Nueva York y Tokio. El juego hace uso del tacto para los controles. Hay dos botones virtuales, uno en la parte inferior derecha (aceleración) y otro en la parte inferior izquierda (freno) de la pantalla, junto con un freno de mano en el medio. La dirección se realiza inclinando el dispositivo.